# Liste der Baudenkmäler in Rieneck
Auf dieser Seite sind die Baudenkmäler in der unterfränkischen Stadt Rieneck zusammengestellt. Diese Tabelle ist eine Teilliste der Liste der Baudenkmäler in Bayern. Grundlage ist die Bayerische Denkmalliste, die auf Basis des Bayerischen Denkmalschutzgesetzes vom 1. Oktober 1973 erstmals erstellt wurde und seither durch das Bayerische Landesamt für Denkmalpflege geführt wird. Die folgenden Angaben ersetzen nicht die rechtsverbindliche Auskunft der Denkmalschutzbehörde. Diese Liste gibt den Fortschreibungsstand vom 15. April 2020 wieder und enthält 49 Baudenkmäler.

## Ensembles

### Altstadt Rieneck
Das Ensemble umfasst den Ort innerhalb seiner ehem. Ummauerung einschließlich der ehem. Ortsvorstadt. Die Stadt entstand in der 2. Hälfte des 13. Jahrhunderts am Fuße der seit 1168 errichteten Burg der Grafen von Rieneck als annähernd regelmäßige, rechteckige Anlage mit einem rechtwinkligen Straßensystem, in dessen Mittelpunkt das Rathaus (in seiner heutigen Erscheinung spätmittelalterlich) angeordnet ist. Auch die Stadtmauer gehört in ihrem Kern dem 13. Jahrhundert an. Die erst zu Beginn des 15. Jahrhunderts errichtete Pfarrkirche liegt im nordöstlichen Quadrat. Nach Verlegung der Residenz des Grafenhauses nach Lohr verlor Rieneck an Bedeutung. Dies ist wohl der Grund für die Erhaltung der Stadtanlage in ihrer Ummauerung des 13. Jahrhunderts. Die Stadt fiel nach dem Aussterben der Grafen von Rieneck 1559 an den Lehensherrn, den Erzbischof von Mainz, zurück und wurde Sitz einer kurmainzischen Amtskellerei. 1673 kauften es die Grafen von Nostiz und machten die Stadt erneut zur Residenz einer 1807 mediatisierten Grafschaft. In dieser Zeit erhielten die Häuserzeilen des Straßenkreuzes ihre prägende Formung als geschlossene Gassenräume mit meist traufseitigen, mehrfach unverputzt gebliebenen, zweigeschossigen Fachwerkbauten. Ackerbürgerlicher Charakter mit eingestreuten, teils stattlichen Fachwerkscheunen und ausgedehnten Binnenhöfen. Die adeligen Wirtschaftsbauten sind teils in den Scheunen der Schulgasse zu erkennen. Das Ensemble ist empfindlich gestört durch den Abbruch des ehem. Amtshauses und des anschließenden ehem. Lindentors. Der westliche Stadtgraben mit Brücke – Teil eines ausgeklügelten Grabensystems, das mehrere Mühlen speiste und auch die noch nachweisbare mittelalterliche Wasserleitung des Orts umfasste – trennt die Vorstadt des 18. Jahrhunderts mit stattlichen Ackerbürgerhäusern entlang der breiten Hauptstraße vom enger bebauten Bereich der Innenstadt. Umgrenzung: Hauptstraße 1 – Verlauf der Stadtmauer bis Sinnberg 4 – Stadtgraben – Rotenbergstraße 1 – Hauptstraße 21, 28, 29, 30, 31, 32, 34, 36, 37 – Hauptstraße 35, 33 – Läusberg 2, 1 – Hauptstraße 27, 22, 20, 19 – Stadtgraben – Haaggasse 5, 7, 8, 9, 13, 15, 16 – Verlauf der Stadtmauerreste bis zum ehemaligen Obertor – Obertorstraße 21, 20 – Flurnummer 280 – Flurnummer 423 – Flurnummer 470 – Schloßberg 7 – Hauptstraße 2. Aktennummer: E-6-77-177-1.

## Stadtbefestigung
Die Anlage wurde vermutlich im 13. Jahrhundert im Anschluss an die Burgbefestigung Stadtmauerverlauf auf annähernd rechteckigem Grundriss mit vorliegendem Graben im Südosten und unter Ausnutzung des Steilhangs im Norden angelegt. Die ehemals drei Tore sowie die Türme sind abgegangen. Erhalten sind Mauerzüge in Resten im nordöstlichen Verlauf zwischen ehem. Sinn- zum ehem. Lindentor und an der Südseite im Verlauf der Haaggasse, Graben an gesamter Ost- und Südfront noch wasserführend erhalten. Aktennummer: D-6-77-177-1.
- Badgasse 1 (Lage): Reste der Stadtmauer
- Haaggasse 10, 14, 17, 18 (Lage): Reste der Stadtmauer
- Schulgasse 1 (Lage): Reste der Stadtmauer

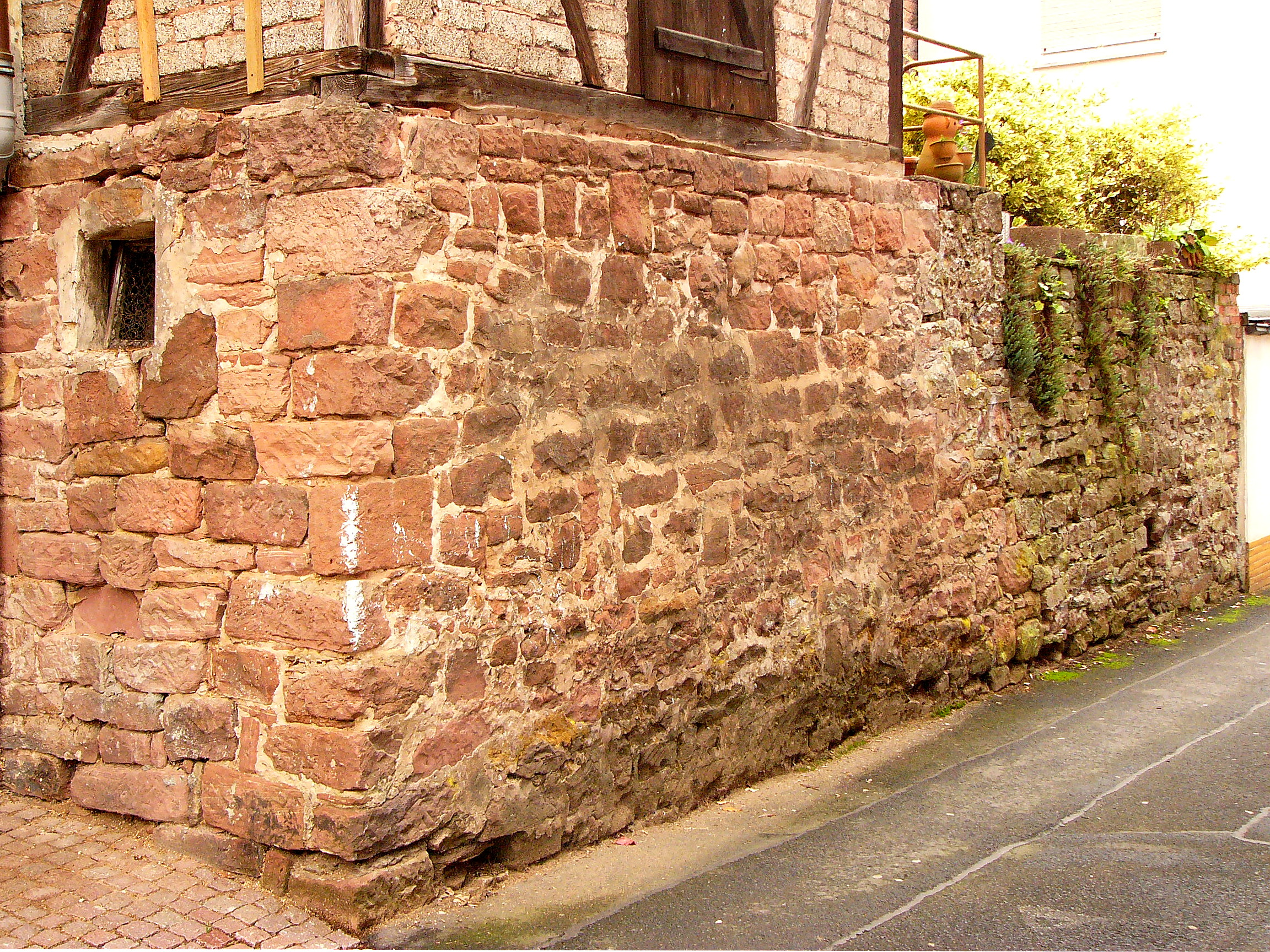
Stadtmauer Haaggasse 10
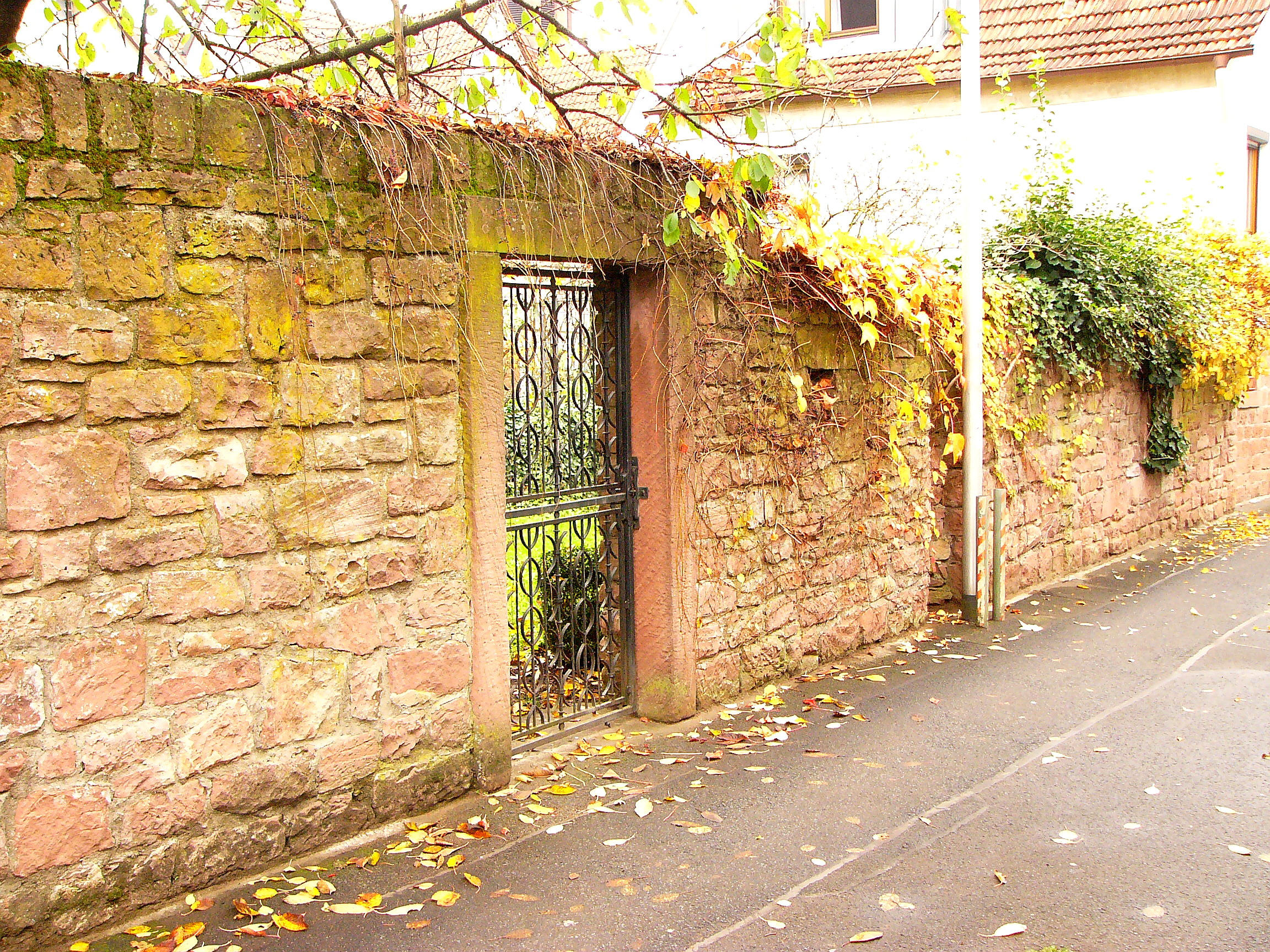
Stadtmauer Haaggasse 14
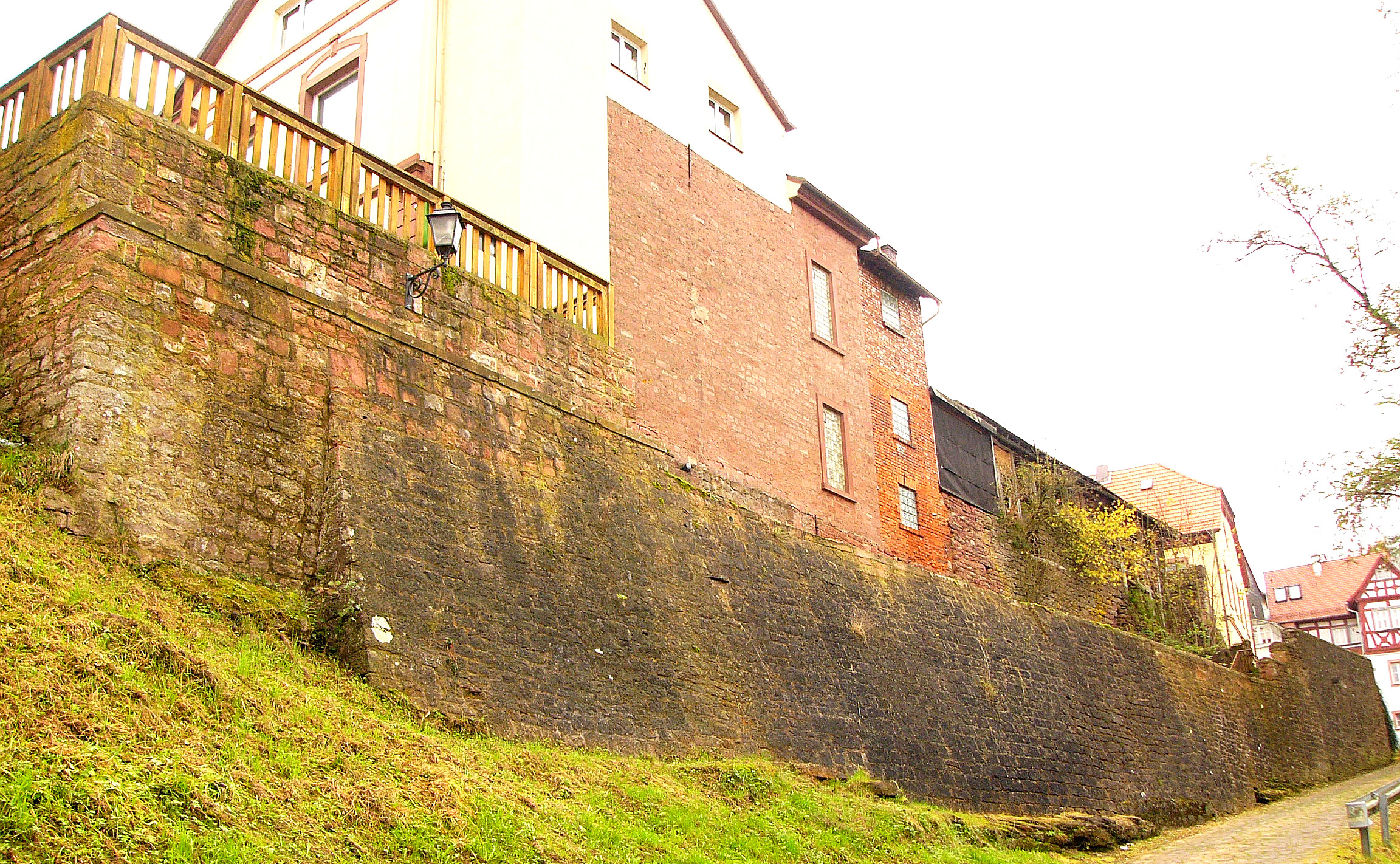
Stadtmauer an der Schulgasse

## Baudenkmäler nach Ortsteilen

### Rieneck
| Lage                                                                       | Objekt                                               | Beschreibung | Akten-Nr.     | Bild           |
| -------------------------------------------------------------------------- | ---------------------------------------------------- | --- | ------------- | -------------- |
| Burgsinner Straße, Nähe Sinnberg, Sinnberg (Standort)                      | Bildstock                                            | profilierter Sockel und konischer Pfeiler mit Figurenreliefs im unteren Teil, 'Hl. Franz von Assisi' / 'Hl. Hieronymus' / 'Hl. Antonius von Padua sowie szenischer Reliefaufsatz 'Marienkrönung zwischen Engeln im Wolkenhimmel' ohne architektonische Rahmung in den oberen Bereich des Pfeilers übergehend, barock, 2. H. 18. Jahrhundert, Sockel bez. 1830 | D-6-77-177-40 | weitere Bilder |
| Nähe Denkmalstraße (Standort)                                              | Gefallenendenkmal                                    | für beide Weltkriege, Stufensockel mit obeliskartigem Pfeiler und kniender Soldatenfigur, flankierende Mauerscheiben mit Namenslisten, Kalkstein, um 1920 | D-6-77-177-5  | weitere Bilder |
| Fellenberg 5 (Standort)                                                    | Prozessionsaltar                                     | Aufsatz mit Kreuztonnendach über Retabel und zwei Säulen, Sandstein, 18. Jahrhundert | D-6-77-177-6  | weitere Bilder |
| Fünfzehntal ()                                                             | Gedenkkreuz                                          | um 1890 nicht nachqualifiziert, im Bayerischen Denkmal-Atlas nicht kartiert | D-6-77-177-55 |                |
| Haaggasse 21 (Standort)                                                    | Wohnhaus                                             | zweigeschossiger giebelständiger Satteldachbau mit Fachwerkobergeschoss und seitlichem zweigeschossigen Anbau mit Fachwerkobergeschoss und traufständigem Satteldach, 1726, Anbau 2. H. 19. Jahrhundert | D-6-77-177-8  | weitere Bilder |
| Haaggraben (Standort)                                                      | Brücke mit Brückenfiguren                            | Bogenbrücke, mit steinerner Brüstung und Sandstein, barock, 2. H. 18. Jahrhundert | D-6-77-177-20 | weitere Bilder |
| Haaggraben (Standort)                                                      | Brückenfigur                                         | St. Nepomuk-Statue, Sandstein, barock, 2. H. 18. Jh. | D-6-77-177-20 | weitere Bilder |
| Haaggraben (Standort)                                                      | Brückenfigur                                         | 'Immaculata', Sandstein, barock, 2. H. 18. Jahrhundert | D-6-77-177-20 | weitere Bilder |
| Hauptstraße 1 (Standort)                                                   | Wohnhaus                                             | | D-6-77-177-9  | BW             |
| Hauptstraße 4 (Standort)                                                   | Wohnhaus                                             | zweigeschossiges giebelständiges Fachwerkhaus mit Satteldach über hohem Kellergeschoss mit Freitreppe, massiv errichteter Türbereich mit reich verzierter Rundbogenrahmung, Sandstein, Renaissance, bez. 1597 | D-6-77-177-12 | weitere Bilder |
| Hauptstraße 5 (Standort)                                                   | Altes Rathaus                                        | zweiflügeliger dreigeschossiger Satteldachbau mit Zierfachwerkobergeschossen sowie Eckerker mit Haubendach im 2. Obergeschoss, hohes verputztes Erdgeschoss mit Sandsteinrahmungen und Wappenstein, im Kern gotisch, bez. 1452, Keller bez. 1489, spätgotisches Tor bez. 1522, Renaissanceerker um 1600 | D-6-77-177-13 | weitere Bilder |
| Hauptstraße 5 (Standort)                                                   | Wandbrunnen                                          | Segmentbogennische mit Löwenkopfspeier und muschelförmigem Becken, Neorenaissance, um 1900 | D-6-77-177-13 | weitere Bilder |
| Hauptstraße 5 (Standort)                                                   | Sankt-Nepomuk-Statue                                 | Sandstein, bez. 1809 | D-6-77-177-13 | weitere Bilder |
| Hauptstraße 6 (Standort)                                                   | Katholische Stadtpfarrkirche St. Johannes der Täufer | Saalkirche mit Satteldach und eingezogenem Dreiseitchor sowie Fassadenturm mit achtseitiger Kuppelhaube, gegliederte Sandsteinquaderfassade, klassizistisch, Wolfgang Streiter, bez. 1809–1812; mit Ausstattung | D-6-77-177-14 | weitere Bilder |
| Hauptstraße 7 (Standort)                                                   | Wohnhaus                                             | dreiseitig freistehender dreigeschossiger Mansardwalmdachbau mit Holzarkaden im Erdgeschoss und ungewöhnlich abgeschrägter Hausecke, verschieferte Fachwerkfassade, bez. 1746 | D-6-77-177-15 | weitere Bilder |
| Hauptstraße 12 (Standort)                                                  | Reliefs                                              | Wappentafel, Sandstein, Renaissance, bez. 1600 sowie zwei Blattmasken, Sandstein, um 1600 | D-6-77-177-17 | weitere Bilder |
| Hauptstraße 17 (Standort)                                                  | Wohnhaus                                             | zweigeschossiges Mansard-Halbwalmdachhaus mit teilweise verputztem Fachwerkobergeschoss in Ecklage, um 1800 | D-6-77-177-18 | weitere Bilder |
| Hauptstraße 19 (Standort)                                                  | Wohnhaus                                             | zweigeschossiges Satteldachhaus mit Zierfachwerkobergeschoss in Ecklage, 17./18. Jahrhundert, Erdgeschoss verändert. in Ecklage, 16./17. Jahrhundert | D-6-77-177-19 | weitere Bilder |
| Hauptstraße 28 (Standort)                                                  | Wohnhaus                                             | zweigeschossiges verputztes Fachwerkhaus mit Satteldach in Ecklage, 16./17. Jh. | D-6-77-177-21 | weitere Bilder |
| Hauptstraße 47 (Standort)                                                  | Wohnhaus                                             | zweigeschossiger traufständiger Halbwalmdachbau mit Putzfassade und einfachen Sandsteinrahmungen, klassizistisch, bez. 1834, Dachaufbauten neu | D-6-77-177-23 | weitere Bilder |
| Nähe Hauptstraße (Standort)                                                | Maßstein                                             | achteckiges Hohlmaß mit runder Innenseite und umlaufendem Falz, Sandstein, 16./17. Jahrhundert | D-6-77-177-39 | weitere Bilder |
| Herrgottsberg (Standort)                                                   | Katholische Heiligkreuzkapelle                       | Saalkirche mit eingezogenem Rechteckchor und Satteldach sowie Giebelreiter mit Zwiebelhaube, Putzfassade mit Sandsteinrahmungen sowie Figurenreliefs an der Giebelfassade, 1792; mit Ausstattung | D-6-77-177-50 | weitere Bilder |
| Herrgottsberg (Standort)                                                   | Ölberg                                               | hohe Altarnische mit profiliertem Sandsteinbogen und gemalter Ölbergszene, 19. Jahrhundert, teilweise erneuert | D-6-77-177-50 | weitere Bilder |
| Herrgottsberg, Kreuzweg (Standort)                                         | Kreuzweg                                             | 14 Kreuzwegstationen, Tischsockel und Rundbogennischen mit Kreuzbekrönung sowie eingestellten Reliefs, Sandstein und Gusseisen, um 1900, teilweise erneuert | D-6-77-177-50 | weitere Bilder |
| Herrgottsberg; Kreuzweg; Rotenberg 3; Hauptstraße 21; Rotenberg (Standort) | Kreuz                                                | Stufenpodest mit geböschtem Inschriftsockel und Kruzifix, Sandstein und Kalkstein, bez. 1900 | D-6-77-177-50 | weitere Bilder |
| Herrgottsberg (Standort)                                                   | Bildstock                                            | diamantierter Sockel mit Säule und Tonnendach-Nischenaufsatz, Sandstein, bez. 1662, Aufsatz neu | D-6-77-177-51 | weitere Bilder |
| Im Hain (Standort)                                                         | Friedhof, Friedhofskreuz                             | Gebauchter Inschriftsockel mit Kruzifix, Sandstein, Rokoko, bez. 1756 | D-6-77-177-42 | weitere Bilder |
| Im Hain (Standort)                                                         | Friedhof, Grabkreuze                                 | Entlang der Friedhofsmauer angebracht, Gusseisen, 19. /20. Jahrhundert | D-6-77-177-42 | weitere Bilder |
| Johannesberg (Standort)                                                    | Steinkreuz                                           | Kleeblattkreuz auf Felsensockel ebenfalls mit Kleeblattkreuz als Relief, Sandstein, bez. 1835, Kreuzrelief 17. Jahrhundert | D-6-77-177-56 | BW             |
| Judengasse 3 (Standort)                                                    | Wohnhaus                                             | dreigeschossiger Satteldachbau, im Kern 16. Jahrhundert, mit gleichzeitigem Keller | D-6-77-177-24 | weitere Bilder |
| Judengasse 3 (Standort)                                                    | Kellerbogen                                          | bez. 1677 | D-6-77-177-24 | weitere Bilder |
| Judengasse 5, Schloßberg 13 (Standort)                                     | Wohnhaus                                             | dreigeschossiger Walmdachbau mit viergeschossigem Satteldachanbau, verputztes oder modern verkleidetes Fachwerk, wohl 18./19. Jahrhundert, teilweise verändert, Keller angeblich 16. Jahrhundert 1900; Weg zur Kapelle | D-6-77-177-25 | weitere Bilder |
| Obertorstraße 1 (Standort)                                                 | Wohnhaus                                             | zweigeschossiger Satteldachbau mit teilweise verblattetem Fachwerkobergeschoss und hohem Kellersockel mit Freitreppe in Ecklage, auf der Giebelseite zweigeschossiger Standerker mit Fachwerkobergeschoss und abgewalmtem Pultdach, Obergeschoss 15./16. Jahrhundert, Keller möglicherweise älter, Sandsteintürrahmen bez. 1790, Putz-Rustikafassade um 1900 | D-6-77-177-26 | weitere Bilder |
| Obertorstraße 3 (Standort)                                                 | Wohnhaus                                             | zweigeschossiges traufständiges Fachwerkhaus mit Mansard-Halbwalmdach und hohem Kellersockel mit Freitreppe, bez. 1809, älterer Kern | D-6-77-177-27 | weitere Bilder |
| Obertorstraße 5, 6 (Standort)                                              | Doppelhaus                                           | zweigeschossiger giebelständiger Halbwalmdachbau mit verputztem Fachwerk, Anfang 19. Jahrhundert, im Kern 16. Jahrhundert | D-6-77-177-28 | weitere Bilder |
| Rotenberg 3 (Standort)                                                     | Wappenstein                                          | Sandstein, bez. 1613 | D-6-77-177-29 | weitere Bilder |
| Schellhofstraße (Standort)                                                 | Kreuzschlepper                                       | Tischsockel mit Inschriftplatte und Kreuzschlepper, Sandstein, 1784, Stipes neu | D-6-77-177-48 | weitere Bilder |
| Schloßberg 1 (Standort)                                                    | Burg Rieneck                                         | langgestreckte Höhenburg mit zwei Bergfrieden ab ca. 1170 errichtet und bis 1559 Sitz der Grafen zu Rieneck, bis 1673 Mainzer Amtssitz, dann Verkauf an die Grafen von Nostiz und allmählicher Verfall, Mitte des 19. Jahrhunderts Verkauf an Privatperson und Restaurierung; nördlicher Bergfried, massiger Halsgraben, Obergeschoss wohnturmähnlich ausgebaut (Kamin, Abort) sowie innerhalb der Mauerdicke Kapelle mit drei Konchen, Sandsteinbuckelmauerwerk mit Rundbogenöffnungen, romanisch, Ende 12. Jahrhundert, oberer flacher Abschluss verändert | D-6-77-177-2  | weitere Bilder |
| Schloßberg 1 (Standort)                                                    | Burg Rieneck                                         | südlicher Bergfried, achteckiger Turm mit Sandsteinbuckelmauerwerk, romanisch, um 1200, eingreifender Umbau (Durchfensterung, Zeltdach) 1929 | D-6-77-177-2  | weitere Bilder |
| Schloßberg 1 (Standort)                                                    | Burg Rieneck                                         | Burgkapelle, rechteckiger Satteldachbau mit Rundapsis, unverputzter Sandstein-Stufengiebel mit Rundbogenportal und vermauerten figürlichen Grabplatten, romanisch, um 1200, Fassade um 1860 | D-6-77-177-2  | weitere Bilder |
| Schloßberg 1 (Standort)                                                    | Burg Rieneck                                         | Wohnbau, dreiflügeliger zweigeschossiger Satteldachbau mit Zwerchhäusern und Stufengiebeln sowie zinnenbekröntem Eckerker, gekrümmte Durchfahrt im Erdgeschoss, Sandsteinquader- und Putzfassaden, im Kern 13.–17. Jahrhundert, neugotischer Umbau, um 1860 | D-6-77-177-2  | weitere Bilder |
| Schloßberg 1 (Standort)                                                    | Burg Rieneck                                         | Ringmauer, teilweise in die angrenzenden Gebäude integriert, um 1200, neugotische Veränderung um 1860 | D-6-77-177-2  | weitere Bilder |
| Schloßberg 1 (Standort)                                                    | Burg Rieneck                                         | Einfriedungs- und Böschungsmauern, teilweise mit Zinnenbekrönung, neugotisch, um 1860 unter Einbeziehung eines Renaissance-Hoftores mit Fußgängerpforte, bez. 1613 | D-6-77-177-2  | weitere Bilder |
| Schloßberg 2 (Standort)                                                    | Wohnhaus                                             | dreigeschossiger Satteldachbau mit vorkragenden und teilweise verschieferten Fachwerkobergeschossen über Kellergeschoss mit Freitreppe sowie dreigeschossigem Standerker mit Fachwerkobergeschossen und Mansardwalmdach in Ecklage, im Erdgeschoss Putzmauerwerk mit Sandsteinrahmungen, im Kern mittelalterlich, Sonnenuhr bez. 1578, Renaissanceportal bez. 1588, Umbau 18. Jahrhundert | D-6-77-177-10 | weitere Bilder |
| Schloßberg 7 (Standort)                                                    | Wohnhaus                                             | dreigeschossiger Satteldachbau mit Fachwerkobergeschossen sowie dreigeschossigem Standerker mit Zierfachwerkobergeschoss und Zwerchdach, verputztes Mauerwerk mit Sandsteinrahmungen, 16./17. Jahrhundert im Kern mittelalterlich | D-6-77-177-31 | weitere Bilder |
| Nähe Schulgasse (Standort)                                                 | Scheune                                              | zweigeschossiger Satteldachbau mit Fachwerkobergeschoss über Sandsteinerdgeschoss, 18. Jahrhundert | D-6-77-177-11 | weitere Bilder |
| Schulgasse 3 (Standort)                                                    | Wohnhaus                                             | zweigeschossiger Satteldachbau, Putzmauerwerk mit Sandsteinrahmungen, barockisierend, bez. 1905 | D-6-77-177-33 | weitere Bilder |
| Schulgasse 4 (Standort)                                                    | Adelshof                                             | ehemals Hessen-Hanauisches Haus, zweigeschossiger Satteldachbau über Kellersockel mit Freitreppe, Putzmauerwerk mit Sandsteinrahmungen und Wappenrelief, 18. Jahrhundert | D-6-77-177-34 | weitere Bilder |
| Schulgasse 9 (Standort)                                                    | Ehemals Schulhaus                                    | zweigeschossiges Fachwerkhaus mit Satteldach in Ecklage, im Kern 16. Jahrhundert, Fassadenverkleidung modern | D-6-77-177-35 | weitere Bilder |
| Sinnberg 2, 3, Sinn (Standort)                                             | Mühle                                                | Gebäudegruppe aus zweigeschossigen Satteldachbauten, verputztes Mauerwerk mit Sandsteinrahmungen, im Kern Renaissance, Mühlrad, Eisen, Wappen, 1610 16. Jh., verändert | D-6-77-177-36 | Mühle          |
| Sinnberg 4 (Standort)                                                      | Mühle                                                | zweigeschossiger Halbwalmdachbau mit Fachwerkobergeschoss und Kellerhanggeschoss, unverputztes Sandsteinmauerwerk, bez. 1867, mit älterem Kern | D-6-77-177-37 | weitere Bilder |
| Sinnberg 4 (Standort)                                                      | Nebengebäude                                         | mit Ausstattung | D-6-77-177-37 | weitere Bilder |
| Sinnberg 6 (Standort)                                                      | Prozessionsaltar                                     | rechteckige Wandnische in Hausfassade, Sandstein, 18. Jahrhundert | D-6-77-177-38 | weitere Bilder |
| Stiebtal; in der "Wilden Sau" ()                                           | Grenzstein                                           | mit Mainzer Rad, 17. Jahrhundert nicht nachqualifiziert, im Bayerischen Denkmal-Atlas nicht kartiert | D-6-77-177-44 |                |
| Unterer Weinbergsweg ()                                                    | Grenzstein                                           | bez. 1592 nicht nachqualifiziert, im Bayerischen Denkmal-Atlas nicht kartiert | D-6-77-177-46 |                |
| Unterer Weinbergsweg (Standort)                                            | Bildstock                                            | Tischsockel mit gestuftem Postament und Säule sowie Flachbogennische mit Kreuzbekrönung, Sandstein, bez. 1721 | D-6-77-177-45 | weitere Bilder |
| Unterer Weinbergsweg ()                                                    | Grenzstein                                           | 18. Jahrhundert nicht nachqualifiziert, im Bayerischen Denkmal-Atlas nicht kartiert | D-6-77-177-47 |                |
| Zwitzgrund (Standort)                                                      | Sühnekreuz                                           | mit Ritzzeichnungen 'Horn'(?), Sandstein, mittelalterlich | D-6-77-177-58 | BW             |

### Dürrhof
| Lage                                        | Objekt                                  | Beschreibung | Akten-Nr.     | Bild           |
| ------------------------------------------- | --------------------------------------- | --- | ------------- | -------------- |
| Fellner Berg (Standort)                     | Bildstock                               | Pfeiler mit niedrigem Postament, Sandstein, bez. 1674, Aufsatz 1995 zerstört und modern ersetzt                                             | D-6-77-177-52 | BW             |
| Habergrundweg, Staatsstraße 2303 (Standort) | Bildstock                               | Postament mit Schädeldarstellung und Säule mit Tonnendachaufsatz und Flachnische, Sandstein, Sockel 18. Jahrhundert, Aufbau 19. Jahrhundert | D-6-77-177-53 | weitere Bilder |
| Waldspitze (Standort)                       | Grenzstein, sogenannter Vierherrenstein | jetzt "Langer Markstein" am Grenzpunkt von vier Gemarkungen, Inschriftpfeiler mit Pyramidendach-Abschluss, Sandstein, 1607, ersetzt 1834    | D-6-77-177-54 | BW             |

## Ehemalige Baudenkmäler
In diesem Abschnitt sind Objekte aufgeführt, die früher einmal in der Denkmalliste eingetragen waren, jetzt aber nicht mehr. Objekte, die in anderem Zusammenhang – also z. B. als Teil eines Baudenkmals – weiter eingetragen sind, sollen hier nicht aufgeführt werden. Aktennummern in diesem Abschnitt sind ehemalige, jetzt nicht mehr gültige Aktennummern.

| Lage                                                     | Objekt     | Beschreibung                                              | Akten-Nr.     | Bild |
| -------------------------------------------------------- | ---------- | --------------------------------------------------------- | ------------- | ---- |
| Rieneck an der Straße nach Schaippach, am Ortseingang () | Bildnische | gemauert, mit gemaltem Hl.-Blut-Bild, 18./19. Jahrhundert | D-6-77-177-41 |      |

## Abgegangene Baudenkmäler
In diesem Abschnitt sind Objekte aufgeführt, die früher einmal in der Denkmalliste eingetragen waren, jetzt aber nicht mehr existieren, z. B. weil sie abgebrochen wurden. Aktennummern in diesem Abschnitt sind ehemalige, jetzt nicht mehr gültige Aktennummern.

| Lage                                | Objekt   | Beschreibung | Akten-Nr.     | Bild    |
| ----------------------------------- | -------- | --- | ------------- | ------- |
| Rieneck Bahnhofstraße 25 (Standort) | Bahnhof  | Empfangsgebäude, zweieinhalbgeschossiger Flachwalmdachbau mit Drempel, Backsteinmauerwerk mit Sandsteinrahmungen, Neurenaissance, um 1870 | D-6-77-177-4  | Bahnhof |
| Rieneck Bahnhofstraße 25 (Standort) | Bahnhof  | Güterschuppen, eingeschossiger Backsteinbau mit Schleppdach über Sockel mit Rampe, um 1870                                                | D-6-77-177-4  | Bahnhof |
| Rieneck Hauptstraße 41 (Standort)   | Türsturz | 1833 | D-6-77-177-22 | BW      |
| Rieneck Hauptstraße 41 (Standort)   | Ausleger | 2. Hälfte 19. Jahrhundert | D-6-77-177-22 | BW      |